# Umarkhed
Umarkhed là một thành phố và là nơi đặt hội đồng đô thị (municipal council) của quận Yavatmal thuộc bang Maharashtra, Ấn Độ.

## Địa lý
Umarkhed có vị trí 19°36′B 77°42′Đ / 19,6°B 77,7°Đ Nó có độ cao trung bình là 416 mét (1364 feet).

## Nhân khẩu
Theo điều tra dân số năm 2001 của Ấn Độ, Umarkhed có dân số 34.084 người. Phái nam chiếm 52% tổng số dân và phái nữ chiếm 48%. Umarkhed có tỷ lệ 70% biết đọc biết viết, cao hơn tỷ lệ trung bình toàn quốc là 59,5%: tỷ lệ cho phái nam là 77%, và tỷ lệ cho phái nữ là 62%. Tại Umarkhed, 15% dân số nhỏ hơn 6 tuổi.